# Gornji Prnjarovec
Gornji Prnjarovec – wieś w Chorwacji, w żupanii zagrzebskiej, w gminie Križ. W 2011 roku liczyła 369 mieszkańców.